# Samsung Pay
是韩国三星电子一种很多人使用的近場通訊（NFC）技術与磁信号安全传输（MST）技術的移动支付、电子现金以及會員卡管理服务，Samsung Pay已納入Samsung Wallet，Samsung Wallet包括Samsung Pay、Samsung Pass、数位家庭电子锁和汽车钥匙等多种功能。，Samsung Pay让消费者可以在支持三星智付的三星Galaxy行動裝置上进行款项支付。三星智付不需使用特殊的非接觸型終端設備，可直接在支援NFC的读取器以及银行卡读取器上直接接触使用。
目前Samsung Pay已和Samsung Pass功能相互整合，並改為Samsung Wallet。

## 支援地区

目前已支援三星智付的国家与地区（截至2020年1月21日）

| 正式推出日期   | 国家或地区       |
| -------------- | ---------------- |
| 2015年8月20日  | 南韩             |
| 2015年9月28日  | 美国             |
| 2016年3月29日  | 中華人民共和國   |
| 2016年6月2日   | 西班牙           |
| 2016年6月15日  | 澳大利亚         |
| 2016年6月16日  | 新加坡           |
| 2016年7月13日  | 波多黎各         |
| 2016年7月19日  | 巴西             |
| 2016年9月28日  | 俄罗斯           |
| 2016年11月8日  | 加拿大           |
| 2017年2月8日   | 泰国             |
| 2017年2月24日  | 马来西亚         |
| 2017年3月22日  | 印度             |
| 2017年4月27日  | 瑞典             |
| 2017年4月27日  | 阿拉伯联合酋长国 |
| 2017年5月16日  | 英国             |
| 2017年5月23日  | 瑞士             |
| 2017年5月23日  | 中華民國 (臺灣)  |
| 2017年5月25日  | 香港             |
| 2017年9月28日  | 越南             |
| 2017年11月15日 | 白俄罗斯         |
| 2018年1月30日  | 墨西哥           |
| 2018年3月22日  | 義大利           |
| 2018年4月26日  | 法国             |
| 2018年8月21日  | 南非             |
| 2019年3月23日  | 印尼             |
| 2020年1月21日  | 哈薩克           |
| 2020年9月20日  | 科威特           |
| 2020年10月28日 | 德国             |
| 2022年8月23日  | 巴林             |
| 2022年10月31日 | 丹麥             |
| 2022年10月31日 | 芬蘭             |
| 2022年10月31日 | 挪威             |
| 2022年12月11日 | 卡達             |

## 功能

三星智付（中国大陆地区版本）的首页截图，运行于Galaxy Note10

### 信用卡、金融卡支付
透過三星與全球各地不同的金融業者合作，支援將信用卡、金融卡加入到Samsung Pay中，使用NFC或MST技術使實體商戶讀取并使用。
同時也在部分行動應用程式中支援應用內付款。

### 會員卡
可將會員卡以條碼或磁信號保存在Samsung Pay中。中國大陸地區不適用此功能。

### 交通卡
2016年3月，三星开启三星智付的公开测试。截止2021年7月，在中國大陸地區支援此功能。

#### 中國大陸
可於Samsung Pay內開通交通卡。交通卡會存儲在Samsung Pay中，可通過已加入Samsung Pay的銀行卡、京東閃付及支付寶爲交通卡充值。亦可查閱最近10筆交通卡交易紀錄。
最多可加入3張交通卡，交通卡一旦加入，便無法移除。
截止2021年7月，Samsung Pay交通卡支援開通北京市政交通一卡通、上海公共交通卡、嶺南通、武漢通、深圳通及基於交通部全國交通聯合一卡通的所有卡片，包括京津冀一卡通、吉林通、琴岛通等，共计19张。

### 付款服務
支援與行動支付應用連結，透過付款條碼或NFC/MST流動付款。
截止2021年7月，在中國大陸地區支援支付寶、微信支付、京東閃付（銀聯標準）的支付條碼及京東閃付NFC/MST感應付款。

### 儲值支付工具
2017年10月，三星电子旗下移动支付服务“三星智付(Samsung Pay)”占据韩国移动支付市场份额第一，每月使用者达644万人。
在香港支持以 「Smart Octopus」作為儲值支付工具。除了可以用於交通工具，還可以在商戶中消費。

#### 香港
2017年12月11日，八達通卡有限公司和香港三星電子合作推出「Smart Octopus」。
透過Samsung Pay及八達通應用程式可將現有實體八達通卡轉移至新的「Smart Octopus」，惟部分服務、優惠可能無法成功轉移。可使用已加入Samsung Pay的Visa、Mastercard直接爲「Smart Octopus」增值。
香港現時支援「Smart Octopus」之手機包括：（截至2021年9月）
- Galaxy Fold、Z Fold2 5G、Z Fold3 5G、Z Flip、Z Flip 5G、Z Flip3 5G
- Galaxy Note8、Note9、Note10 Lite、Note10、Note10+、Note20 5G、Note20 Ultra 5G
- Galaxy S8、S8+、S9、S9+、S10e、S10、S10+、S20 5G、S20+ 5G、S20 Ultra 5G、S20 FE 5G、S21 5G、S21+ 5G、S21 Ultra 5G、S22 5G、S22+ 5G、S22 Ultra 5G
- Galaxy A8+（2018）、A8 Star、A8s、A9（2018）、A50s、A51、A52 5G、A60、A70、A71、A80
- Galaxy C5 Pro、C7 Pro、C9 Pro

#### 臺灣
2020年3月17日，悠遊卡股份有限公司和台灣三星電子合作推出「Samsung Pay悠遊卡」。
可使用已加入Samsung Pay的Visa、Mastercard直接爲「Samsung Pay悠遊卡」儲值。
臺灣目前支援「Samsung Pay悠遊卡」之手機包括：
- Galaxy Z Fold2 5G、Z Fold3 5G、Z Fold4、Z Fold5、Z Fold6、Z Flip、Z Flip 5G、Z Flip3 5G、Z Flip4、Z Flip5、Z Flip6
- Galaxy Note8、Note9、Note10 Lite、Note10、Note10+、Note20 5G、Note20 Ultra 5G
- Galaxy S8、S8+、S9、S9+、S10e、S10、S10+、S20 5G、S20+ 5G、S20 Ultra 5G、S20 FE 5G、S21 5G、S21+ 5G、S21 Ultra 5G、S21 FE、S22、S22+、S22 Ultra、S23、S23+、S23 Ultra、S23 FE、S24、S24+、S24 Ultra
- Galaxy A8s、A34 5G、A35 5G、A51、A51 5G、A52 5G、A53 5G、A54 5G、A55 5G、A60、A70、A71、A71 5G、A80
- Galaxy XCover6 Pro

## 与同類服務的差異
Apple Pay、Google Pay、小米支付等移动支付和電子現金服務都是基于近場通訊（NFC），因此仅能在能够支援NFC的新型讀取器上使用，并不能在傳統磁條银行卡读取器上使用；大部分機型上的Samsung Pay服務则是将近場通訊与磁信号安全传输（MST）技术二合为一，并且能够实现完全取代银行卡的技术。在支援磁信号安全传输技术的機型上，Samsung Pay除了能够在NFC读取器上使用，也能被银行卡读取器或收银机的银行卡与会员卡读取器读取并使用。截止2015年10月，Samsung Pay可以在全美国85%以上的商店使用，而Apple Pay及Google Pay等由于受限于NFC技术，因此50%不到。MST技术是由LoopPay公司研发并取得专利，三星电子早在2014年便成为该公司的大股东。
S21系列開始，磁信号安全传输（MST）技术被移除，而在中国大陆地区发售的S20系列及后续型号中则移除该技术。

## 支援裝置

### 智能手机平台（不完全）

#### Galaxy Z系列（自Z Flip、Z Fold2 5G 系列起僅支援NFC不支援MST)
- Samsung Galaxy Fold
- Samsung Galaxy Z Fold2 5G
- Samsung Galaxy Z Fold3 5G
- Samsung Galaxy Z Fold4
- Samsung Galaxy Z Fold5
- Samsung Galaxy Z Fold6
- Samsung Galaxy Z Flip
- Samsung Galaxy Z Flip 5G
- Samsung Galaxy Z Flip3 5G
- Samsung Galaxy Z Flip4
- Samsung Galaxy Z Flip5
- Samsung Galaxy Z Flip6

#### Galaxy S系列（自S21系列起僅支援NFC不支援MST)
- Samsung Galaxy S6（仅美国用户、仅支持NFC）
- Samsung Galaxy S6 Edge（仅支持NFC）
- Samsung Galaxy S6 Edge+
- Samsung Galaxy S6 Active
- Samsung Galaxy S7
- Samsung Galaxy S7 Edge
- Samsung Galaxy S7 Active
- Samsung Galaxy S8
- Samsung Galaxy S8+
- Samsung Galaxy S9
- Samsung Galaxy S9+
- Samsung Galaxy S10e
- Samsung Galaxy S10
- Samsung Galaxy S10+
- Samsung Galaxy S20 5G
- Samsung Galaxy S20+ 5G
- Samsung Galaxy S20 Ultra 5G
- Samsung Galaxy S21 5G
- Samsung Galaxy S21+ 5G
- Samsung Galaxy S21 Ultra 5G
- Samsung Galaxy S22
- Samsung Galaxy S22+
- Samsung Galaxy S22 Ultra
- Samsung Galaxy S23
- Samsung Galaxy S23+
- Samsung Galaxy S23 Ultra
- Samsung Galaxy S24
- Samsung Galaxy S24+
- Samsung Galaxy S24 Ultra

#### Galaxy Note系列
- Samsung Galaxy Note5
- Samsung Galaxy Note7（已停用）
- Samsung Galaxy Note FE
- Samsung Galaxy Note8
- Samsung Galaxy Note9
- Samsung Galaxy Note10 Lite
- Samsung Galaxy Note10
- Samsung Galaxy Note10+
- Samsung Galaxy Note20 5G
- Samsung Galaxy Note20 Ultra 5G

#### Galaxy A系列（僅支援NFC，Samsung Galaxy A8+ 2018除外)
- Samsung Galaxy A5 (2016)
- Samsung Galaxy A7 (2016)
- Samsung Galaxy A8 (2016)（仅南韩用户）
- Samsung Galaxy A9 (2016)（仅巴西和中国大陆用户）
- Samsung Galaxy A9 Pro (2016)
- Samsung Galaxy A3 (2017)（不包含欧洲地区用户）
- Samsung Galaxy A5 (2017)
- Samsung Galaxy A7 (2017)
- Samsung Galaxy A6 (2018)
- Samsung Galaxy A6+ (2018)
- Samsung Galaxy A8 (2018)
- Samsung Galaxy A8+ (2018)
- Samsung Galaxy A8 Star（2018）
- Samsung Galaxy A9 Star（2018）
- Samsung Galaxy A9 Star Lite（2018）
- Samsung Galaxy A8s
- Samsung Galaxy A9 (2018)

#### Galaxy J系列
- Samsung Galaxy J5 (2016)（仅部分国家或地区用户）
- Samsung Galaxy J7 (2016)（仅部分国家或地区用户）
- Samsung Galaxy J5 (2017)（仅部分国家或地区用户）
- Samsung Galaxy J5 Pro (2017)（仅部分国家或地区用户）
- Samsung Galaxy J7 Pro（仅部分国家或地区用户）

#### Galaxy C系列
- Samsung Galaxy C5（仅中国大陆、香港和澳门用户）
  - Samsung Galaxy C5 Pro（仅中国大陆、香港和澳门用户）
- Samsung Galaxy C7（仅中国大陆、香港和澳门用户）
  - Samsung Galaxy C7 Pro（仅中国大陆、香港和澳门用户）
- Samsung Galaxy C9（仅中国大陆、香港和澳门用户）
  - Samsung Galaxy C9 Pro（仅中国大陆、香港和澳门用户）

#### Galaxy On系列
- Samsung Galaxy On5 (2016)
- Samsung Galaxy On7 (2017)

#### 其他（非安卓系统）
- Samsung W2017

### 智能手表平台
- Samsung Gear S2（仅支持NFC）
- Samsung Gear Sport（仅支持NFC）
- Samsung Gear S3
- Samsung Galaxy Watch

## 另見
- Samsung Wallet
- Apple Pay
- Google Wallet
- Microsoft Pay